# Lamia Al-Gailani Werr
Lamia Al-Gailani Werr (àrab: لمياء الكيلاني, Lamyāʾ al-Kaylānī) (Bagdad, març de 1938 – Amman, 18 de gener de 2019) fou una arqueòloga iraquiana especialitzada en antiguitats de l'antic Orient Pròxim.
Al-Gailani nasqué a Bagdad i estudià a l'Iraq i al Regne Unit. Els seus estudis de doctorat se centraren en els cilindres de segell de l'antiga Babilònia, i la seua tesi fou considerada una fita en aquest camp. Amb base a Londres, fou coneguda per mantenir vincles entre l'arqueologia britànica i iraquiana sota el règim de Saddam Hussein, i els seus esforços per preservar el patrimoni cultural després de la Guerra d'Iraq. Participà estretament en la reconstrucció del Museu Nacional de l'Iraq, on treballà com a conservadora en la dècada de 1960, i en la fundació del Museu Basrah.
Fou premiada amb la cinquena Medalla d'Or Gertrude Bell Memorial per l'Institut Britànic per a l'Estudi de l'Iraq al 2009.

## Educació i carrera
Al-Gailani nasqué a Bagdad el 8 de març de 1938. Estudià a la Universitat de Bagdad un any, abans d'acabar la llicenciatura a la Universitat de Cambridge. Al 1961 treballa com a conservadora del Museu Nacional de l'Iraq, la institució central de la seua carrera posterior. Torna a Gran Bretanya en la dècada de 1970, per completar una màster a la Universitat d'Edimburg i després un doctorat en l'Institut d'Arqueologia de Londres. La seua tesi doctoral, supervisada per Barbara Parker-Mallowan, fou un estudi sobre els cilindres de segell de l'antiga Babilònia que eren al Museu de l'Iraq. Publicada amb molt retard al 1988, Dominique Collon, tècnic d'Antiguitats d'Àsia occidental del Museu Britànic, descrigué el treball com una «discussió succinta i informativa» que hauria de «servir com a model per a tots els estudis futurs».
Després d'obtenir el doctorat al 1977, Al-Gailani roman a Londres com a investigadora honorària associada a l'Institut d'Arqueologia de la UCL i investigadora associada a l'Escola d'Estudis Orientals i Africans (SOAS). Torna sovint a l'Iraq, treballant per mantenir el contacte entre els arqueòlegs iraquians i el món acadèmic en general sota el règim de Saddam Hussein. El 1999, ella i Salim al-Alusi publiquen Els primers àrabs, un text en àrab sobre l'arqueologia de la cultura àrab primitiva a Mesopotàmia. A partir de 2003, el seu treball se centra en la preservació d'antiguitats a l'Iraq. Ajuda a reconstruir el Museu de l'Iraq després que fos saquejat i danyat per la invasió dels Estats Units al 2003 i és una freqüent comentarista de les dificultats que enfronten els museus i la protecció del patrimoni a l'Iraq de postguerra. Fou tècnica del Ministeri de Cultura iraquiana i participà estretament en la reobertura del Museu de l'Iraq al 2015 i la fundació del Museu Basrah al 2016.
En el moment de la seua defunció al 2019, Al-Gailani gaudia d'una beca de recerca en el Museu Metropolità de Nova York, on estava escrivint un llibre sobre la història del Museu de l'Iraq.

## Vida personal
Pertanyia a una prominent família iraquiana. El cognom o kunya Al-Gailani és dut també per Abdul Qadir Gilani, fundador de l'orde sufí qadirí, i per Abd Al-Rahman Al-Gillani, primer ministre d'Iraq. Sos pares foren Ahmad Jamal Al-Din Al-Gailani i Madiha Asif Mahmud Arif-Agha.
Al-Gailani es casà dues vegades. El primer marit, Abd al-Rahman Al-Gailani, era un historiador iraquià especialitzat en arquitectura islàmica. El segon marit fou George Werr, home de negocis jordà que morí al 2003. Va tenir tres filles: Noorah Al-Gailani, Azza Al-Gailani i Hesn Werr. El 2009, Noorah Al-Gailani era tècnica de civilitzacions islàmiques en els museus de Glasgow.

## Mort i llegat
Al-Gailani morí a Amman, Jordània, el 18 de gener de 2019. L'enterraren al mausoleu d'Abdul-Qadir Gilani (el seu avantpassat) a Bagdad, després d'una processó funerària que isqué del Museu de l'Iraq.
Ella ha estat l'única membre honorària de tota la vida de l'Institut Britànic per a l'Estudi de l'Iraq i rebé la Medalla d'Or en Memòria de Gertrude Bell al 2009.